# November 1999
Dit artikel geeft een chronologisch overzicht van alle belangrijke gebeurtenissen per dag in de maand november van het jaar 1999.

## Gebeurtenissen

### 4 november
- In Zwitserland wordt begonnen met de bouw van de Gotthard-Basistunnel, de langste spoortunnel ter wereld. Naar verwachting is de tunnel in 2016 klaar.

### 6 november
- De Australiërs stemmen voor het behoud van de Britse koningin als hun staatshoofd.
- Australië wint in Cardiff het vierde officiële wereldkampioenschap rugby door in de finale Frankrijk met 35-12 te verslaan.

### 9 november
- In Uruapan stort een Douglas DC-9 van TAESA neer nadat hij enkele minuten eerder was opgestegen. 18 mensen komen om het leven.

### 10 november
- In Nieuw-Zeeland begint de achtste editie van het WK voetbal voor spelers onder 17 jaar. Brazilië treedt aan als regerend kampioen.

### 12 november
- Een aardbeving van 7,2 op de schaal van Richter in Düzce eist 845 mensenlevens en 4948 gewonden.

### 13 november
- Opnieuw speelt het Nederlands voetbalelftal gelijk, ditmaal in een vriendschappelijke interland tegen Tsjechië (1-1). Verdediger Jaap Stam scoort voor Oranje in het Philips Stadion in Eindhoven.

### 15 november
- Neopets, een online 'virtueel huisdierspel', wordt gelanceerd.

### 17 november
- Op de laatste FIFA-wereldranglijst bezet Brazilië de eerste plaats, gevolgd door Frankrijk en Tsjechië.

### 19 november
- John Carpenter wordt de eerste die dankzij een televisieprogramma, namelijk Who Wants to Be a Millionaire?, miljonair wordt.

### 20 november
- In China wordt de eerste Shenzhou-shuttle gelanceerd.

### 22 november
- Wayne Gretzky wordt opgenomen in de Hockey Hall of Fame.

### 25 november
- Eerste Internationale dag tegen geweld tegen vrouwen (Verenigde Naties)

### 27 november
- In Auckland prolongeert Brazilië de wereldtitel bij de achtste editie van het WK voetbal voor spelers onder 17 jaar. In de finale is de titelverdediger na strafschoppen te sterk voor de leeftijdsgenoten uit Australië.

### 28 november
- In Uruguay wordt Jorge Batlle Ibáñez verkozen tot nieuwe president.

### 30 november
- In Seattle (V.S.) is de politie onvoorbereid op de eerste grote betoging van de antiglobalisten. De opening van een World Trade Organization-ontmoeting moet uitgesteld worden.

<< · januari · februari · maart · april · mei · juni · juli · augustus · september · oktober · november · december · >>